# Жюдікаель (граф Нанта)
Жюдікаель (Жюель) (фр. Judicaël, брет. Juhel, Jikel, Yezekael; помер у 1004) — граф Ванна та Нанта з 992 року, незаконний син Гоеля I, герцога Бретані .

## Біографія
Позашлюбний син Гоеля I Бретонського, виховувався своєю бабусею Юдит і «віконтом» Емоном, зведеним братом його батька.
Жюдікаель був неканонічно обраний на єпископство Нанта після смерті свого дядька Гереха, і був оголошений єпископом, незважаючи на те, що він був неповнолітнім. Керував та виконував функції на духовній посаді з 981 року, а титул єпископа отримав лише у 990 році.
Після смерті в 992 році брата Гоеля II Жюдікаель успадкував графство Ванн, а після загибелі того ж року герцога Бретані Конана I, за підтримки графа Анжу Фулька III отримав графство Нант, яке до цього утримував герцог Конан. Однак у зв'язку з малим віком спочатку Жюдікаель перебував під опікою віконта Амері III де Туар, який до 994 носив титул графа Нанта.
Ставши повнолітнім, в 994 році Жюдікаель зазнав поразки від нового бретонського герцога Жоффруа I і був змушений скласти йому васальну присягу і сплачувати данину.
У 1004 році Жюдікаель зрадницько вбитий на дорозі з Нанта в Ренн, коли прямував до свого сюзерена. Нант і Ванн успадкував його син Будик.

## Шлюб та діти
Дружина: Мелісенда, дочка графа Гуго II дю Мен.
Діти:
- Юдит (пом. 1063); чоловік: Ален Кеньяр (пом.1058), граф Корнуай з 1026 року
- Будик (пом. 1037/1038), граф Нанта та Ванна з 1004 року; дружина: Адвіс